# Астана (городище)
Астана — средневековое городище (XII—XV вв.). Находится в урочище Байтан на реке Большая Хобда на территории Кобдинского района Актобинской области. Сохранились некоторые фрагменты каменных опор и разрушенных стен, по способу возведения похожие на Домбауыл и на комплекс «Козы-Корпеш — Баян сулу» в Восточно-Казахстанской области. Городище относят к золотоордынскому времени.

## Название
Недалеко находится некрополь и мавзолей Абат-Байтак, датируемый периодом правления хана Узбека, 1313—1339 гг., однако известно, что имя легендарного батыра Абата было добавлено в название относительно недавно, а в середине XVIII века место называли Астана, и рассказывали, что в мавзолее погребен знатный человек по имени Байтан.